# Lingua birri
La lingua birri, chiamata anche biri, bviri e viri,  è una lingua nilo-sahariana parlata nella Repubblica Centrafricana.

## Distribuzione geografica
Secondo l'edizione 2009 di Ethnologue, il birri è parlato da 200 persone sparse nella parte sudoccidentale della Repubblica Centrafricana. In passato la lingua era attestata anche in Sudan, nella provincia di Bahr al-Ghazal, ma dal 1993 non risultano locutori.